# 李嗣仙
李嗣仙（越南语：／，？—687年），一作李嗣先，越南第三次北属时期反抗唐朝统治的起义军首领。
唐朝原先规定俚户每年交一半的赋税。然而，刘延祐担任安南都护的时候，却要求他们全额缴纳赋税，因此引起他们的不满。唐垂拱三年（687年），这些不满民众以李嗣仙为首，策划起兵反唐。然而此事被刘延祐事先得知，李嗣仙被捕杀害。
李嗣仙死后，部将丁建起兵反唐，包围府城并将其攻破，杀死刘延祐。桂州司马曹玄静带兵讨伐，擒杀丁建。